# Android Froyo
Android „Froyo“ je šestou verzí systému Android a je kódovým označením mobilního operačního systému Android vyvinutého společností Google, který zahrnuje verze mezi 2.2 a 2.2.3. Tyto verze již nejsou podporovány. Byl představen 20. května 2010 během konference Google I / O 2010.Jednou z nejvýznamnějších změn ve verzi Froyo bylo tethering USB a funkčnost hotspotu Wi-Fi. Mezi další změny patří podpora služby Android Cloud to Device Messaging (C2DM), umožňování oznámení push, další vylepšení rychlosti aplikací, implementovaná prostřednictvím kompilace JIT a zobrazovaná v aplikacích jako bannery nejvyšší úrovně na obrazovce.